# Мазитов, Гали Ахметович
Гали Ахметович Мази́тов (14 сентября 1912, Новошахово, Ермекеевский район — 30 января 1993, Ялта, Республика Крым) — участник Великой Отечественной войны, старший штурман 3-й гвардейской авиационной дивизии (3-й гвардейский авиационный корпус, АДД), гвардии майор. Герой Советского Союза. Почётный гражданин Ялты.

## Биография
Родился 14 сентября 1912 года в селе Новошахово Российской империи, ныне Ермекеевского района Башкирии, в семье крестьянина. Татарин.
Окончил рабфак. Работал в колхозе, затем разнорабочим на стройках. Учился в Уфимском педагогическом институте (ныне Уфимский университет науки и технологий).
В Красной Армии с 1933 года. Окончил Казанское военное пехотное училище в 1936 году и Оренбургское военное авиационное училище лётчиков в 1939 году. Член ВКП(б)/КПСС с 1939 года.
Участник похода советских войск в Западную Украину 1939 года и советско-финской войны 1939—1940. В боях Великой Отечественной войны — с июня 1941 года. Старший штурман 3-й гвардейской авиационной дивизии гвардии майор Мазитов к марту 1944 года совершил 183 боевых вылета на бомбардировку военно-промышленных центров в глубоком тылу врага и скоплений войск, нанеся противнику значительный урон.
После войны продолжал службу в Советской Армии, в 1948—1954 годах преподавал в Балашовской авиационной школе.
С 1954 года подполковник Мазитов — в отставке. Переехал в Ялту, где долгие годы занимал различные должности в городских структурах ДОСААФ, готовил молодёжь к службе в рядах Вооружённых Сил Советского Союза.
Умер 30 января 1993 года, похоронен на Старом кладбище Ялты.

### Семья
- Жена — Валентина Максимовна.
- Сын — Геннадий, дочь — Галина.

## Награды и звания
- Указом Президиума Верховного Совета СССР от 19 августа 1944 года за образцовое выполнение боевых заданий командования и проявленные при этом геройство и мужество гвардии майору Мазитову Гали Ахметовичу присвоено звание Героя Советского Союза с вручением ордена Ленина и медали «Золотая Звезда» (№ 4369).
- Награждён двумя орденами Красного Знамени, орденами Александра Невского, Отечественной войны 1 степени, двумя орденами Красной Звезды и медалями, среди которых медаль «За боевые заслуги».
- Почётный гражданин города Ялты.

## Память

Памятная доска в Ялте.

- В селе Ермекеево Ермекеевского района Башкирии земляки установили памятник Герою.
- Его имя также носила пионерская дружина школы в родном селе.
- В Ялте на д. 9/2 по ул. Карла Маркса, где жил Мазитов с 1954 по 1993 годы, в 2007 году ему установлена мемориальная доска[1].